# Elefánt Mihály
Elefánt Mihály (Aszód, 1816. január 21. – Pest, 1872. szeptember 2.) evangélikus lelkész, költő.

## Élete
Polgári szülőktől származott; gimnáziumi tanulmányait szülőhelyén kezdte, Selmecen folytatta, hol kivált Boleman István tanár pártfogolta. Pozsonyban hallgatta a teológiát, azután a berlini, hallei s jénai egyetemeken tanult. Hazajővén b. Podmaniczky Sarolta (utóbb b. Prónay Gáborné) nevelője lett. Azután rendes lelkésznek Ceglédre hivatott, honnét 1842-ben Tápiószentmártonba ment, hol Szentkirályi Mór baráti köréhez tartozott. 1855-ben Nyiregyházára, 1860. Acsára (hol egyszersmind Prónay István báró fiait nevelte), végre 1867-ben Pestre hívták lelkésznek; itt az evangélikus szlovák gyülekezet zilált viszonyaiba rendet hozott, a pártdühöt lecsillapította, a templomot kiépíttette, harangokkal ellátta, oltárt állított.

## Munkái
- A hivő sziv ömledezései imádságokban. Kecskemét, 1843.
- Hit, remény, szeretet. Pest, 1855. (Első magyar evang. halotti énekes könyv. 2. kiadás. 1862., 3. k. 1891. Uo.)
- Szent lant. Bibliai szavalmányok keresztyén gyermekek számára. 1. füzet. Sárospatak, 1860.
- Dávid szent lantja. Isten dicsőítésére és imádására szolgáló sz. imák, zsoltárok és énekek. Uo. 1860.
- Poznamenánj o přj bezých augsspurskeho wyznánj w uhřjch na žadost o ku prospechau cyrkwe ewangelické njredhazské. Kassa, 1860. (Névtár, különösen a magyar evang. egyházhoz tartozó hivek számára.)
- Előkészület a confirmatióhoz. Uo. 1870.

Egyes füzetekben még halotti beszédek, gyámintézeti énekek.
Kéziratban: A reformáció története, népiskolák számára (a provisorum alatt lefoglaltatott, de kéziratban terjesztetett); Lutheriás (egyházi hősköltemény vázlata.)
Kisebb dolgozatai a Török-Székácsféle Préd. Tárházában s a régibb Prot. Egyh. és Isk. Lapban (Hymnusok). Egy verse van a Prot. Népkönyvtárban (I. Gyula, 1857.